# 中国人民解放军陆军防空兵
中国人民解放军陆军防空兵，是中国人民解放军陆军兵种。

## 沿革

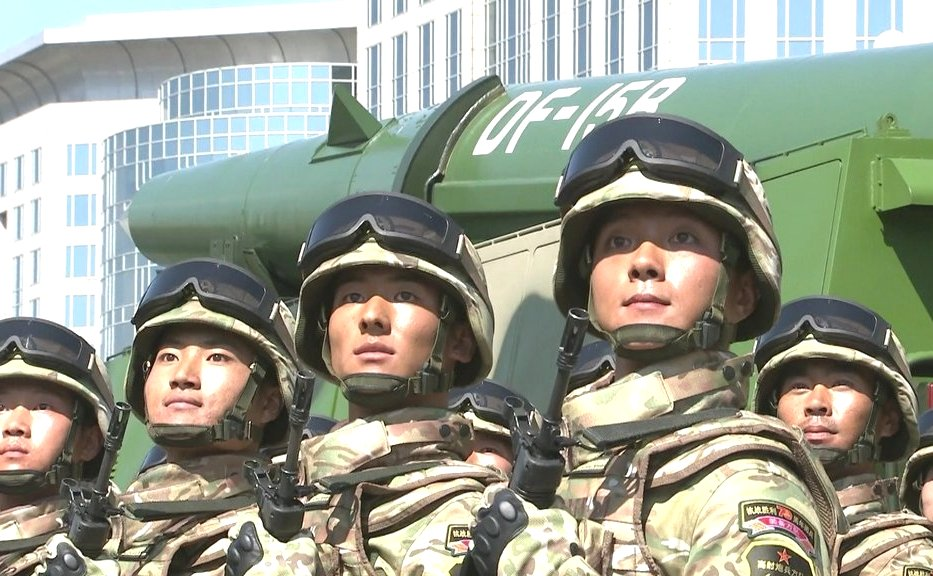
高射炮兵方隊隊員，攝於紀念中國人民抗日戰爭暨世界反法西斯戰爭勝利70周年大會

中国人民解放军陆军防空兵源于中国人民解放军高射炮兵，是以高射炮及防空导弹为基本装备的战斗兵种。抗日战争胜利后，1945年9月18日，冀热辽军区十六军分区司令员曾克林、政治委员唐凯、参谋长罗文率第十二团进驻本溪市。1945年10月初，接收了原满洲国军队第二高射炮大队，在此基础上成立了东北人民自治军高射炮大队（大队长刘奠西，政治委员刘益民）。这是中国共产党领导的军队组建的第一支高射炮大队。
中华人民共和国成立后，曾成立中国人民解放军防空军，后来并入中国人民解放军空军。中国人民解放军防空兵作为相对独立的兵种，曾两次参加大规模对空作战行动。在1950年代至1960年代国土防空反侦察、反袭扰作战中，中国人民解放军陆军防空兵部队共击落89架飞机。1981年，地空导弹加入中国人民解放军陆军防空队列。
1987年8月，中国人民解放军颁发《合成军队战斗概则》，其中第一次将高射炮兵、地空导弹部队合称为陆军防空兵。
1991年11月，中国人民解放军组建第一支陆军防空兵，陆军防空火器从高炮改装成地空导弹，从而形成了高射机枪、高射炮、防空导弹“三位一体”的防空体系。
2000年代初，中国人民解放军陆军防空兵装备了一批野战防空导弹、新型雷达和情报指挥系统，完善了防空作战体系。2009年10月1日，在中华人民共和国成立60周年阅兵中，南京军区某集团军防空导弹方队参加阅兵。
2011年前后，各集团军高炮旅改编为防空旅。

## 编制
以下列出旅以上陆军防空兵部队：
- 中国人民解放军陆军参谋部兵种局
- 中国人民解放军东部战区陆军：
  - 中国人民解放军陆军第一集团军防空旅[7]
  - 中国人民解放军陆军第十二集团军防空旅[8]
  - 中国人民解放军陆军第三十一集团军防空旅[9]
- 中国人民解放军南部战区陆军：
  - 中国人民解放军陆军第十四集团军防空旅[10]
  - 中国人民解放军陆军第四十一集团军防空旅[11]
  - 中国人民解放军陆军第四十二集团军防空旅[12]
- 中国人民解放军西部战区陆军：
  - 中国人民解放军陆军第十三集团军防空旅[13]
  - 中国人民解放军陆军第二十一集团军防空旅[14]
  - 中国人民解放军陆军第四十七集团军防空旅[15]
- 中国人民解放军北部战区陆军：
  - 中国人民解放军陆军第十六集团军防空旅[16]
  - 中国人民解放军陆军第二十六集团军防空旅[17]
  - 中国人民解放军陆军第三十九集团军防空旅[18]
  - 中国人民解放军陆军第四十集团军防空旅[19]
- 中国人民解放军中部战区陆军：
  - 中国人民解放军陆军第二十集团军防空旅[20]
  - 中国人民解放军陆军第二十七集团军防空旅[21]
  - 中国人民解放军陆军第三十八集团军防空旅[22]
  - 中国人民解放军陆军第五十四集团军防空旅[23]
  - 中国人民解放军陆军第六十五集团军防空旅[24]
- 中国人民解放军新疆军区防空旅[25]
- 中国人民解放军西藏军区防空旅[26]
- 中国人民解放军北京卫戍区（暂无）

## 装备
| 车名           | 生产国         | 车种       | 车型 | 数量 | 备注 |
| -------------- | -------------- | ---------- | ---- | ---- | ---- |
| 95式自行高射炮 | 中华人民共和国 | 自行高射炮 |      |      | 现役 |
| 09式自行高射炮 | 中华人民共和国 | 自行高射炮 |      |      | 现役 |